# 古海卓二
古海 卓二（ふるみ たくじ、明治27年（1894年）3月3日 - 昭和36年（1961年）4月10日）は、日本の劇作家、作詞家・作曲家、俳優、舞台監督、映画監督、小説家である。獏 与太平・貘 與太平（ばく よたへい）の名で翻案・オリジナルのオペラ作劇により「浅草オペラ」、あるいは横浜の大正活動映画で活動ののちに舞台を京都に移し、「古海卓二」名で映画監督として活躍した。監督としては園池 成男（そのいけ なるお）の名ももつ。俳優としては高倉 健二郎（たかくら けんじろう）を名乗った。

## 来歴
1894年（明治27年）3月3日、福岡県遠賀郡黒崎村（現在の同県北九州市八幡西区）に生まれる。本名については、1919年（大正8年）に発行された『女盛衰記 女優の巻』（日本評論社）、および1921年（大正10年）に発行された『日本歌劇俳優名鑑』（活動倶楽部社）には「貘 與太平」の項目があり、「古海 卓兒」であると記されている。『日本歌劇俳優名鑑』には「実家は三原、古海は養子先」とある。
1908年（明治41年）、14歳で同村立黒崎尋常高等小学校（現在の北九州市立黒崎小学校）を卒業後、八幡製鉄所に入所するも1910年（明治43年）に左手の指を切断、1912年（明治45年）に上京、中央大学法科の夜間部に入学する。またこのころ添田唖蝉坊に弟子入りし、「古海 清湖」（ふるみ せいこ）を名乗った。『日本歌劇俳優名鑑』には「電気の学問をし生来文を能くし、新聞記者から脚本家となる」と記されている。帝国劇場で宝塚少女歌劇（現在の宝塚歌劇団）の脚本を書き、そのなかに『コサツクの兵隊』『トスキナ』『アームン』『ネオミリタリズム』等のタイトルがみられる。『コサツクの兵隊』は『宝塚少女歌劇脚本集 第7集』（1921年）に掲載された。

### 浅草オペラの「台風の目」
1917年（大正6年）、舞踏家・石井漠の「アサヒ歌劇団」に入団、「獏与太平」名でオペラ台本を書く。当時同劇団には新国劇から転向した戸山英二郎（のちの藤原義江）がいた。1918年（大正7年）4月、西本政春、河合澄子、小沢美羅二（のちの映画俳優山本礼三郎）らと「日本バンドマン一座」（「バンドマン一行」とも）を結成、翻案と創作オペラを展開する。浅草の「カフェ・パウリスタ」に集う大杉栄、近藤憲二、堺利彦、辻潤、高田保らと親交を結ぶ。1919年上演の『トスキナア』（『トスキナ』とも）はかつての師・唖蝉坊の楽曲『吁! 金の世や』をフィーチャーしたアナキスム歌劇であった。「清湖」名でつくった『トスキナの歌』はインテリ高等遊民の愛唱歌となった。浅草の観音劇場に出演し、沈鐘のユッケルマンを演じる際に、「高倉 健二郎」を名乗った。
1920年（大正9年）5月の松竹資本による伊庭孝、岸田辰彌、高田雅夫、高田せい子、戸山英二郎らの「新星歌舞劇団」に参加、同年、26歳のときに同劇団の女優・紅澤葉子と結婚する。同年8月に同劇団の幹部を根岸興行部の根岸吉之助がヘッドハント、「根岸大歌劇団」を結成すると翌年、同劇団に台本作家として入団する。「バンドマン一行」「常磐楽劇団」「東京オペラカムパニー」では、舞台監督も手がけている。「ミナミ歌劇団」にも在籍した。
紅沢が横浜山下町（現在の同市中区元町一丁目）の映画会社大正活動映画の撮影所に入社、原作・脚本谷崎潤一郎、監督トーマス・栗原による設立第1作『アマチュア倶楽部』に出演するころには、本牧に居を構えた。同社の撮影所には20歳前後の俳優たちが入社したばかりで、のちの映画監督内田吐夢や二川文太郎、井上金太郎、横田豊秋、また竹村信夫、高橋英一（のちの岡田時彦）、江川宇禮雄、鈴木すみ子、渡邊篤らが「獏与太平」の家に集った。
1921年（大正10年）、大正活映の原島本太郎プロデュースのもと新宗教大本の出口王仁三郎の検挙に取材した『大本教・伏魔殿』で映画監督に転向、浅草「駒形劇場」で公開してヒットとなる。同年9月に大正活映が製作を休止し撮影所を閉鎖すると、「獏与太平」は、紅沢や内田、二川、井上、渡辺、江川らの俳優陣を引き連れて、同時期に設立された京都の「牧野教育映画製作所」に合流する。このとき獏与太平こと古海卓二27歳であった。

### 映画作家時代
日活から独立し、「牧野教育映画製作所」とその「等持院撮影所」を開いたばかりの牧野省三は金森万象をマネージャーに、宮崎安吉キャメラマン、沼田紅緑監督らとともに準備を整え、いよいよ現代劇製作に取り掛かるにあたり、大活の文芸顧問だった谷崎潤一郎に相談して、江川宇禮雄、渡邊篤、紅澤葉子、横田豊秋、内田吐夢、井上金太郎、二川文太郎、岡田時彦ら、横浜から20代の若者たちを招いた。獏もその一人で、それぞれ皆がタイトル書きや台本の写しを行っていた。
この俳優たちは牧野や金森万象、沼田紅緑の監督する「教育映画」につぎつぎ主演し、獏も同年、牧野の息子である牧野正唯（当時子役、のちのマキノ雅弘）を主演に『小さな勝利者』を撮る。翌1922年には内田と紅沢を主演に『心の扉』を撮ったが、次作の『火華』の撮影中に牧野ともめて退社、同作は衣笠貞之助が完成した。退社後の獏は、1923年（大正12年）7月22日に公開された大洞元吾監督の現代劇『愛の未亡人』（日活向島撮影所）に脚本を提供したのを最後に、「獏与太平」名義で作品を発表しなくなる。
1924年（大正13年）、兵庫県西宮市甲陽園の東亜キネマ甲陽撮影所に入社、「古海卓二」名で監督作を発表、同年中に芦屋市の帝国キネマ芦屋撮影所に転じて問題作、話題作を連打する。1925年（大正14年）1月14日の帝国キネマの内紛から、石井虎松をはじめとする芦屋撮影所の全従業員が辞職、同撮影所は機能停止するという事件があった。石井らの「アシヤ映画製作所」の設立に参加し、監督作を発表、半年で正常化した帝国キネマに全従業員がほぼ原職復帰する。
1925年（大正14年）、やはり帝キネを退社、俳優高堂国典、作家金子洋文、画家小生夢坊らと「第一線映画連盟」を設立、自主製作・配給を目指す。運動は1年で挫折、似通った志を持つ東京の高松豊次郎に招かれ、高松の「タカマツ・アズマプロダクション」で「第一線映画連盟」の俳優陣、撮影の玉井正夫らを引き連れて『勤王』を撮った。その後は、スタッフ・キャストを引き連れて阪東妻三郎プロダクション、奈良の市川右太衛門プロダクションあやめ池撮影所、河合映画社へ転々とする。1929年（昭和4年）2月、「古海卓二プロダクション」を設立、『国聖大日蓮』を監督後、5月に渡欧。
帰国後は右太プロへ戻るが、1931年（昭和6年）に労働争議を起こし、解雇される。東活映画社に移るが1932年（昭和7年）の同社の解散で、阪妻プロに戻る。その間の1934年に妻の紅沢と離婚、さらに極東映画社、甲陽映画（配給千鳥興業）へ移り「園池成男」名で監督をするが、1937年（昭和12年）の『ボーイスカウト』を最後に43歳で映画界を去った。

### ローカル文化運動の時代
1937年（昭和12年）、映画監督を廃業、生家に戻り、実弟から一部譲り受けた鉄工所を経営する。1942年（昭和17年）、「北九州文化連盟」幹事長となり当時同会の会長だった13歳下の芥川賞作家火野葦平を支える。この年、小説『日本剣客伝』を福岡日日新聞（現在の西日本新聞）に連載する。1945年（昭和20年）、第二次世界大戦終戦直前の7月、51歳で、火野のいた西部軍報道部に徴用され、経営していた工場は企業整備により閉鎖となる。
戦後1946年（昭和21年）、「九州書店」を設立、代表取締役になる。同年6月『九州の百姓一揆』を刊行する。1948年（昭和23年）に同社が解散、以降は著述業となる。1959年（昭和34年）脳溢血で倒れる。
1961年（昭和39年）4月10日、福岡県八幡市（現在の同県北九州市八幡西区）で死去。満67歳没。

## 人物・エピソード
京都北野の「マキノ教育映画製作所」での第一回監督作品『小さな勝利者』は、長屋でのロケから始まった。子役主演のマキノ雅弘は姉役の女優と長屋で待機していて、段取りが済むと、獏監督はトーマス・栗原仕込みの英語で「レディー!（用意）」と叫んだ。雅弘はちょうど中学校で「レディー」が「婦人」だと習ったところだったので、姉役の女優に「あんた呼んではる」と云って慌てて外へ押し出した。女優は「なんです?」と獏に尋ね、監督は「馬鹿!　引っ込め!」と怒鳴って、この女優はびっくりして引っ込んだ。
再び外から「レディ!」と獏の怒鳴り声が聞こえ、雅弘は「お前や」と云ったが女優は「いやや」と云って出ていかなかった。すると次にまた監督の大きな声で「アクション!」と聞こえた。雅弘はこの言葉は習っていなかったが、獏与太平という監督がこんな風にやたらと英語で号令をかけようとは思いもよらなかったという。
最後に獏監督が「キャメラ・ゴー!」と叫ぶと、キャメラマンの橋本佐一呂（マキノ省三の兄の長男）と喧嘩になった。橋本は「キャメラはどこにも行かへんて！　キャメラ・ゴー! なんちゅう大声出すな。キャメラはここにあるわい」と馬鹿にした口調で獏に云い、これに怒った獏は「やめた!　中止!」と叫んで脚本を地面に叩きつけた。橋本は「なんや、お前中止だけ日本語で云うんか」とせせら笑い、大騒ぎとなってマキノ省三の裁判が入った。省三はまず「この馬鹿!　お前運動会やっててレディがわからへんのか」と雅弘を怒鳴りつけ、「レディは用意や。そやろが」と云い、「その次は、ハクションか」と訊いた。獏が「いえ、アクションです」と抗議すると「ええわい、ハクションにせい、ほてからハナ“かめら”やあ」と言ったので、周りにいた獏も内田吐夢も二川文太郎も吹き出してしまった。
続いて省三は獏に「一ってのは英語で何や」と訊き、獏が「ワンや」、「二は?」「ツー」「そんなら三は何ちゅうんや?」「スリー」と答えたところで省三が、「そやけどワン、ツー、スリーちゅうたら気が抜けるがな。ワン、ツーはええが、スリーは日本語でいけ。ワン、ツーやのホイ、アッ!　これ!　これ!　これでいこう!」と云い出し、以来マキノではこの号令が定番となった。衣笠貞之助、稲垣浩両監督は終生この号令で通している。
獏の没後一年に、長男・古海巨が遺稿集を編纂・発行した。巨は『聴力障害新聞』編集長等を歴任した編集者である。古海と紅沢の間の娘を母にもち、孫に当たる三山喬が伝記を執筆した。

## フィルモグラフィ

### 獏与太平名義
- 大本教・伏魔伝　1920年　製作原島本太郎　※三幸プロダクション
- 小さな勝利者　1921年　主演マキノ雅弘（「牧野正唯」名義、子役）　※牧野教育映画製作所
- 心の扉　1922年　監督・脚本　主演内田吐夢、紅沢葉子　※牧野教育映画製作所
- 愛の未亡人　1923年　脚本　監督大洞元吾　※日活向島撮影所

### 古海卓二名義
1924年
- 煩悩　※東亜キネマ甲陽撮影所
- 反映　主演岡村文子　※東亜キネマ甲陽撮影所
- 眠れる大地　主演歌川るり子、渡辺篤　※東亜キネマ等持院撮影所
- 巣立ちし小鳥　主演瀬川銀潮、歌川八重子　※帝国キネマ芦屋撮影所
- 髑髏の印籠　脚本・主演市川幡谷、出演市川玉太郎、森静子　※帝国キネマ小阪撮影所
- 熱火　主演歌川八重子　※帝国キネマ芦屋撮影所
- 大和桜　主演鈴木歌子　※帝国キネマ芦屋撮影所

1925年 帝国キネマ芦屋撮影所
- 行路　原作・脚本悪麗之助、撮影杉山公平、主演岡田時彦、森静子、出演宮島健一、関操、横山運平、紅沢葉子
- 若き悶え　主演森静子、宮島健一、横山運平、関操
- 薫る水仙　原作・脚本佃血秋、主演横山運平、原君子、津守玉枝、紅沢葉子
- 千代田刃傷　撮影杉山公平、主演嵐璃徳、片岡仁引、松枝鶴子、実川延笑、中村翫暁
- 三人の道化者　原作・脚本悪麗之助、撮影杉山公平、主演関操、伊志井寛、宮島健弌
- 関東侠客伝 剣豪無双の巻　脚本阿久礼之助（悪麗之助）、主演尾上紋十郎、瀬川路三郎　※帝国キネマ小阪撮影所
- 二人の父　脚本佐藤樹一路、主演浜田格、小島洋々　※アシヤ映画製作所
- 大根は微笑む　原作・脚本笹尾純一郎、出演浅野節、里見明、藤間林太郎、小島洋々、柳まさ子　※アシヤ映画製作所
- 蓬莱島　原作・脚本木村一馬、撮影谷口禎、出演瀬川銀潮、藤間林太郎、松本泰輔、高堂国典、沢蘭子、鈴木信子
- 不知火　原作・脚本佃血秋、撮影谷口禎、出演高堂国典、柳まさ子、藤間林太郎
- 青年万歳　主演里見明、藤間林太郎、高堂国典
- 牛若丸　原作・脚本木村一馬、撮影大森勝、出演市川百々之助、明石緑郎、浅野節
- 弁天小僧 前篇　原作春日緋呂美、脚本小国比沙志、出演市川百々之助、明石緑郎
- 弁天小僧 後篇　原作春日緋呂美、脚本小国比沙志、出演市川百々之助、明石緑郎
- 銃声　原作門田菊子、脚本渡辺新太郎、出演	藤間林太郎、歌川八重子、松本泰輔、瀬川銀潮、高堂国典、斎藤紫香
- 愛する人々　脚本渡辺新太郎、出演高堂国典、鈴木信子、沢蘭子、藤間林太郎、里見明
- 最後の一兵まで　原作・脚本木村一馬、出演小島洋々、松本泰輔、嵐徳太郎、歌川八重子、瀬川銀潮、横山隆吉、藤間林太郎、高堂国典

1926年
- 恐しき邂逅　撮影玉井正夫、主演高堂国典、新妻律子、正宗新九郎、紅沢葉子　※第一線映画連盟
- 落花狼藉　原作・脚本・監督　撮影玉井正夫、主演阪東友三郎、新妻律子、住吉恵美子　※第一線映画連盟
- 勤王　撮影玉井正夫、主演阪東友三郎、新妻律子、結城杜之助、正宗新九郎　※タカマツ・アズマプロダクション

1927年
- 石段心中　主演中村琴之助、木村正子　※阪妻・立花・ユニヴァーサル連合映画
- 邪痕魔道 前篇・中篇・後篇　※阪東妻三郎プロダクション太秦撮影所、配給松竹キネマ

出演阪東妻三郎、中村政太郎、中村琴之助、木村正子、森静子
- 野獣 前後篇　主演市川右太衛門、若江かほる　※市川右太衛門プロダクションあやめ池撮影所、配給河合映画製作社
- 狂血 前篇・後篇　脚本のみ　監督大伴麟三、撮影玉井正夫、主演市川右太衛門、片岡童十郎、高堂国典、沢井三郎　※市川右太衛門プロダクションあやめ池撮影所
- 大前田英五郎　原作・脚本沢田晩紅、主演梅若礼三郎、伏見直江　※阪東妻三郎プロダクション太秦撮影所、配給松竹キネマ

1928年 河合映画社
- 青春血記 前篇・後篇　原作・脚本名取甚五郎、主演市川右太衛門、木村正子、中村吉松、沢井三郎　※市川右太衛門プロダクションあやめ池撮影所、配給東亜キネマ
- 幕末三人史　主演市川市丸、琴糸路、河津史郎
- 鮮血の扇　原作・脚本名取甚五郎、主演松林清三郎、白鳥葉子、森野五郎、鈴木澄子、市川市丸
- 四谷怪談　原案・脚本北本黎吉、主演森野五郎、鈴木澄子、杉狂児、永井柳太郎、琴糸路、市川市丸、松林清三郎、葉山純之助、松尾文人
- 赤城の夕陽　主演森野五郎、里見明、鳥羽恵美子
- 仇討浄瑠璃坂　主演森野五郎、片岡長十郎、松林清三郎
- 獣刃　主演正宗新九郎、鈴木澄子、琴糸路、雲井三郎
- 侠魂　主演正宗新九郎、鈴木澄子、琴糸路
- 花嫁拝領顛末　主演正宗新九郎、環歌子、琴糸路、雲井三郎

1929年
- 国聖大日蓮　脚本大伴麟三、撮影玉井正夫、出演長尾栄進、高橋潤、高堂国典、千代田綾子、絹川澄江　※古海卓二プロダクション
- 小金井次郎　原作・脚本寿々喜多呂九平、撮影石川東橘、主演市川右太衛門、高堂国典、若月孔雀、吉野露子　※市川右太衛門プロダクションあやめ池撮影所、配給松竹キネマ
- 日光の円蔵　原作・脚本・監督　撮影松井鴻、主演市川右太衛門、高堂国典、嵐大吉、伊田兼美、鈴木澄子　※市川右太衛門プロダクションあやめ池撮影所、配給松竹キネマ
- 弥次喜多労働時代　原作・脚本大伴麟三、撮影玉井正夫、出演雲井三郎、大島敬輔、絹川澄江　※森本登良男プロダクション

1930年 市川右太衛門プロダクションあやめ池撮影所
- 戦線街　主演市川右太衛門、鈴木澄子
- 剣　脚本・監督　原作金子洋文、撮影松井鴻、出演市川右太衛門、春笠静子、旗平八郎、梅田菊造、伊田兼美
- 五郎正宗　原作・脚本・監督　出演伊田兼美、実川童、二葉菊子、高堂国典、武井龍三　※同第二部
- 旗本退屈男　脚本・監督　原作佐々木味津三、出演市川右太衛門、大江美智子、伊田兼美、武井龍三、小夜文子、大島敬輔 - 15分尺で現存（マツダ映画社所蔵[6]）
- 京へ上がった退屈男　脚本・監督　原作佐々木味津三、出演市川右太衛門、大江美智子、駒井浅枝、高堂国典、武井竜三、旗平八郎、梅田菊蔵、伊田兼美

1931年 市川右太衛門プロダクションあやめ池撮影所
- 剣響竜巻　撮影大井幸三、出演市川右太衛門、大江美智子、武井龍三、伊田兼美、高堂国典、春笠静子
- 攻防千里をゆく　原作・脚本大伴麟三、撮影大井幸三、出演市川右太衛門、大江美智子、高堂国典、旗平八郎、武井龍三、伊田兼美
- 埠頭に灯あり　※東活映画社

1932年 東活映画社
- 暁の鶴声　原作・脚本桜庭青蘭、撮影上村貞男、出演里見明、小川国松、都賀静子、岡田静江
- やくざ仁義　撮影玉井正夫、出演羅門光三郎、木下双葉、武村新
- 評判影法師　脚本三村伸太郎、撮影玉井正夫、出演阿部九州男、木下双葉、正宗新九郎
- ルンペンと孤児　原作・脚本陣出達男、撮影玉井正夫、出演里見明、武村新
- 忠烈肉弾三勇士　脚本小国狂二、原作・製作若木剛、出演葉山隆一、片山専、落合幡蔵
- 道中評判影法師　脚本小国狂二、撮影玉井正夫、出演阿部九州男、木下双葉、五十鈴桂子
- 変幻七分賽 前篇・後篇　撮影友成達雄、出演阪東妻三郎、桜木梅子、梅若礼三郎、嵐璃徳　※阪東妻三郎プロダクション、配給新興キネマ

1933年 - 1935年
- 埋蔵金三万両　1933年　出演阪東妻三郎、桜木梅子　※阪東妻三郎プロダクション
- 旅烏お妻やくざ　1934年　原作・脚本太秦発声文芸部、撮影河崎喜久三、出演伏見直江、今大路薫、浅間昇子、山田好良　※太秦発声映画、トーキー
- 理想郷の禿頭　1935年　原作・脚本如月敏、撮影河崎喜久三、出演柳家金語楼、高橋豊子、昔々亭桃太郎　※太秦発声映画、トーキー
- 天晴平助功名録　原作・脚本井上構、撮影上村貞夫、出演若月輝夫、市川竜男、美島春江　※極東映画社
- 関東やくざ節　原作早乙女稲、撮影荒木慶彦、出演市川寿三郎、中山介二郎、美島春枝　※極東映画
- 一本独鈷旅鴉　原作・脚本園池成男（古海卓二）、撮影上村貞夫、出演綾小路絃三郎、南弘二、貴志洋子　※極東映画社

1936年 甲陽映画 「園池成男」名義
- 四谷怪談　原作・脚本・監督　撮影荒木慶彦、出演羅門光三郎、桜井京子、若月輝夫、中山介二郎、貴志洋子
- 忍術誉れ仇討　原作・脚本佐々木寿郎、撮影古林耕児、出演綾小路絃三郎、貴志洋子、大塚田鶴子、市川寿之助
- 侠骨番随院　原作・脚本佐々木寿郎、撮影古林耕児、出演羅門光三郎、桜井京子、中山介二郎 - 39分尺で現存（NFC所蔵[7]）
- ボーイスカウト　1937年　主演古川緑波

## 著作

### オペラ・戯曲
すべて「貘與太平」（獏与太平）名義である。
- 歌劇『コサツクの出陣』、『宝塚少女歌劇脚本集 第7集』所収、1921年10月[4]
- 巌戸開き　1917年　※アサヒ歌劇団
- モンナ・ヴァンナ　1918年　作曲セルゲイ・ラフマニノフ　※アサヒ歌劇団
- カルメン　1918年　作曲ジョルジュ・ビゼー　※日本バンドマン一座
- サロメ　1918年　作曲リヒャルト・シュトラウス　※日本バンドマン一座
- 虚無より暗黒へ　1918年　※日本バンドマン一座
- トスキナア　1919年　※日本バンドマン一座

### 小説・論文等
国立国会図書館蔵書を中心とした一覧、すべて「古海卓二」名義である。
- 『天草一揆の原因について』、『歴史科学』第2巻第10号所収、白揚社、1933年12月
- 『日本剣客伝』、福岡日日新聞、1942年
- 『集團觀賞の問題』、『文化日本』第7巻第6号所収、日本文化中央聯盟、1943年6月
- 『空襲に關する報告書 八幡市文化報國會』、『文化健民運動資料 第7輯』所収、大政翼賛会、1944年
- 『九州の百姓一揆』、九州書店、1946年
- 『それぞれの作品態度』、『九州文学』第79号所収、九州文学社、1946年1月
- 『むすこ』、『暖流』第1巻第2号所収、臼杵文化社、1946年9月
- 『春婦考』、『九州文学』第96号所収、九州文学社、1947年11月
- 『さかなの話』、『九州文学』第98号所収、九州文学社、1948年1月
- 『斷層』、『九州文学』第101号所収、九州文学社、1948年4月
- 『テレビ』、『九州文学』第4巻第5号通巻164号所収、九州文学社、1958年10月

## 註
1. 1 2 3 4 5 6 7  三楽[1919], p.260.
2. 1 2 3 4 5 6 7  森[1921], p.9.
3. 1 2 3 4 5 6 7 8 9  キネマ旬報社[1976], p.350-362（執筆竹中労）.
4. 1 2  宝塚少女歌劇脚本集 第7集、国立国会図書館、2012年3月2日閲覧。
5. ↑  『映画渡世・天の巻 マキノ雅弘伝』（マキノ雅弘、平凡社）
6. ↑  主な所蔵リスト 劇映画 邦画篇、マツダ映画社、2013年3月2日閲覧。
7. ↑  侠骨番随院、東京国立近代美術館フィルムセンター、2012年3月2日閲覧。
8. ↑  古海卓二、国立国会図書館、2012年3月2日閲覧。

## 参考書籍
- 三楽流子『女盛衰記 女優の巻』日本評論社、1919年
- 森富太『日本歌劇俳優名鑑』活動倶楽部社、1921年
- 『宝塚少女歌劇脚本集 第7』宝塚少女歌劇団、阪神急行電鉄・箕面有馬電気鉄道、1921年10月
- 火野葦平『馬と人参 - 或る偉大なるオポチュニストの半生を走り書きに』『新潮』1957年3月号掲載

『金銭を歌う』所収、筑摩書房、1958年
- 古海巨編『映画に生きた古海卓二の追憶』古海卓二遺稿集刊行会、1962年
- 松本克平『日本新劇史 新劇貧乏物語』筑摩書房、1966年
- 『傾向映画の時代 - 古海卓二 / 遠い映像』、竹中労『日本映画縦断 第1巻』所収、白川書院、1974年
- 『日本映画監督全集』キネマ旬報社、1976年
- 西日本新聞文化部編『昭和の尋ね人 - アウトサイダー列伝』不知火書房、1999年 ISBN 4883450848
- 三山喬『夢を食らう　キネマの怪人・古海卓二』筑摩書房、2014年